# Rawasari (Plered)
Rawasari is een bestuurslaag in het regentschap Purwakarta van de provincie West-Java, Indonesië. Rawasari telt 2576 inwoners (volkstelling 2010).